# بریل مرکام
بریل مرکام Beryl Markham (زاده ۲۶ اکتبر ۱۹۰۲  انگلستان، – درگذشته ۳ اوت ۱۹۸۶ کنیا) خلبان حرفه‌ای انگلیسی، مربی و پرورش‌دهنده اسب، نویسنده و ماجراجو. او را بخاطر کتاب خاطراتش شب در مسیر غرب می‌شناسند. همچنین او اولین کسی است که عرض اقیانوس اطلس را از شرق به غرب به تنهایی پیموده‌است.

## زندگی‌نامه
بریل مرکام در ۱۹۰۲ در ایالت روتلند انگلستان به‌دنیا آمد، در چهار سالگی به همراه پدرش (چارلز بالدوین کلاتربک) به کنیا که در آن زمان استعمار بریتانیای آفریقای شرقی بود مهاجرت کرد. مرکام کودکی و نوجوانی‌اش را در مزرعه پدر و در میان بومیان آفریقایی در یادگیری، بازی و شکار با کودکان محلی گذراند. او در این مدت زبان‌های محلی و سواحیلی، بازی‌ها و فرهنگ محلی بومیان و شکار را آموخت؛ و پرورش و عشق به اسب را از پدرش فراگرفت. در پی خشکسالی‌ای که در ۱۷ سالگی او در کنیا به‌وجود آمد پدرش ورشکست شد و به پرو رفت. اما بریل در کنیا ماند و به پرورش اسب مشغول شد.
در ۱۸ سالگی او اولین زن در قاره آفریقا بود که مجوز پرورش و مربی‌گری اسب‌ها را دریافت کرد.

ماجراجو، با فکری مستقل و زیبا. صفت‌هایی است که بریل را با آن توصیف می‌کنند.
او سه بار ازدواج کرد، و نام مرکام را از شوهر دومش منسفیلد مرکام که از او یک پسر (جرویس) دارد، روی خود گذاشت. او ماجراهای عاشقانه زیادی داشته. مدتی در ۱۹۲۹ معشوقهٔ پرنس هنری، دوک گلاستر بود که بعدها در ۱۹۳۷ طلاق گرفت. مدتی دوست‌دختر نویسنده دانمارکی کارن بیلکسن بود، در سال‌هایی که بارون بلیکسن مشغول پایه‌گذاری مزرعه قهوه خود در نایروبی بود. وقتی رابطه بلیکسن با دنیس فینچ هتن رو به خاموشی بود، بریل رابطه خود را با او آغاز کرد؛ ولی وقتی او از بریل خواست که همراه او یک بازی و پرواز مرگبار را انجام دهد، بریل به توصیه دوست خلبانش تام کمپبل بلک از رفتن سر باز زد و هتن در این سفر کشته شد.

(گفته می‌شود که آنتوان دوسنت اگزوپری هم از عاشقان مرکام بوده و حتی همو الهام‌بخش نوشتن خاطرات مرکام بوده)

بریل با تهییج و کمک تام بلک به پرواز علاقه‌مند شد و توسط او آموزش دید، و مدتی به‌عنوان خلبان بوش کار کرد. او با پرواز برفراز منطقه جای حیوانات را برای سافاری‌های روی زمین پیدا می‌کرد تا آنها به شکار بروند؛ و به‌صورت داوطلب و گاهی تحت نظارت شرکتی بریتانیایی پروازهایی برای حمل کالا، مسافر و نامه هم انجام می‌داد.: 166–168 

اما عمده شهرت مرکام برای یک پرواز تاریخی است. در ۱۹۳۶ او به اولین زن خلبانی بدل شد که عرض اقیانوس اطلس را از شرق به غرب (مخالف جهت بادها) و به صورت تنها پیمود. او در ۴ سپتامبر ۱۹۳۶ از ابینگدون انگلستان پرواز کرد و پس از ۲۰ ساعت پرواز به‌دلیل نقص فنی ناشی از ورود تکه‌های یخ به مخزن سوخت در جزیره کیپ برتون کانادا فرود آمد. (هدف نهایی‌اش فرود در نیویورک بود)

(معمولاً آملیا ارهارت به عنوان اولین خلبان زن که بر روی اقیانوس اطلس پرواز کرد می‌شناسند، اما مسیر پرواز او از غرب به شرق بود و همچنین یک کمک خلبان او را همراهی می‌کرد)

در ۱۹۴۲ مرکام شب در مسیر غرب را نوشت که خاطرات خود از کودکی و نوجوانی و شرحی از سفرهایش بود. با این‌که کتاب مورد توجه منتقدان قرار گرفت اما در بحبوحه اتفاقات جنگ‌جهانی دوم کتاب توفیق چندانی نیافت.

بریل تا ۱۹۵۲ در آمریکا زندگی کرد و سپس به کنیا بازگشت و به پرورش و تربیت اسب مشغول شد، و به عنوان موفقترین مربی اسب در کنیا رسید. او پرورش‌دهنده ۶ اسب قهرمانِ دربی کنیا بوده.

مرکام از یادها رفته بود تا اینکه در ۱۹۸۲ یک رستوران‌دار کالیفرنیایی (جورج گاتکانست) به نامه‌ای از ارنست همینگوی برمی‌خورد که در آن از «شب در مسیر غرب» مرکام بسیار تعریف کرده بود. به همت همین شخص بود که کتاب مرکام توسط دوست ناشرش بازنشر شد و این‌بار کتاب چنان توفیقی یافت که دوباره نام مرکام را در ۸۰ سالگی و فقر بر سر زبان‌ها انداخت و به نوایی رساند.

او علاوه بر این کتاب، چند مجموعه داستان کوتاه هم نوشته، که آنها هم بعد از مرگش دوباره به چاپ رسیدند.

بریل مرکام در ۱۹۸۶ در کنیا از دنیا رفت.